# Tarmo Kink
Pour les articles homonymes, voir Kink.
Tarmo Kink est un footballeur international estonien, né le 6 octobre 1985 à Tallinn en RSS d'Estonie qui joue pour le Zenit Tallinn (et). Il joue au poste d'ailier gauche ainsi qu'au poste d'attaquant.

## Biographie

### Début de carrière (2001-2003)
En 2001, Kink commence sa carrière dans le club estonien du SC Real Tallinn en marquant 46 buts en 15 apparitions. En 2001 Kink effectue un court prêt au FC Viimsi en jouant 6 matchs pour un total de 31 buts. Lors de l'année 2002, Kink effectue un autre prêt au FC Narva Trans, où il effectue 24 apparitions, le plus souvent en tant que remplaçant. En 2003 il retourne au SC Real Tallinn. À l'âge de 17 ans et après deux saisons au SC Real Tallinn, Kink part à l'étranger. Durant sa jeune carrière son record de but prolifique a fait du club russe Spartak Moscou, un club intéressé par le jeune estonien.

### Spartak Moscou (2003-2006)
En 2003, Kink signe un contrat de 5 ans avec le club russe Spartak Moscou. Le 6 février 2003 joue son premier match avec le club lors d'un match amical face au FC Spartak Shchyolkovo. Kink joue son premier en championnat le 23 août 2003 sur une défaite 2 buts à 0 face au FK Rubin Kazan. Kink joue le plus souvent avec la réserve du club, bien qu'il soit apparu 2 fois en championnat, ainsi qu'une apparition en tant que remplaçant lors d'un match de Coupe de l'UEFA lors d'une défaite face au club espagnol du RCD Majorque. En 2006, après avoir échoué à percer en équipe première du Spartak Moscou, Kink retourne en Estonie. Kink reste cependant ami avec le footballeur international russe Roman Shishkin, son coéquipier de l'époque du Spartak Moscou.

### FC Levadia Tallinn (2006-2009)
Le 6 juillet 2006, Kink signe un contrat de 2 ans avec le club estonien FC Levadia Tallinn. 3 jours plus tard, Kink joue son premier match en championnat face au FC Flora Tallinn. Il marque son premier but le 26 juillet 2006 sur une victoire 3 buts à 1 face au FC TVMK Tallinn. Le 8 mars 2008, Kin prolonge son contrat avec le FC Levadia Tallinn jusqu'au 30 novembre 2009. Le 28 juillet 2008, Kink était proche de signer un contrat de 3 ans avec le club roumain FC Gloria Buzău, mais a finalement rejeté l'offre parce qu'il n'est pas tombé d'accord avec le club pour des conditions convenables en Roumanie. Le prix que FC Gloria Buzău était prêt à offrir pour Tarmo Kink était 200 000 €, il aurait pu devenir le joueur le plus cher de l'histoire du club. Le 29 juillet 2008, Kink est parti à l'essai aux Pays-Bas dans le club De Graafschap. Cependant, il n'a pas eu la chance d'impressionner, à cause d'une blessure au genou seulement cinq minutes après sa première séance d'entraînement avec le club, Kink est finalement retourné en Estonie.

### Győri ETO FC (2009-2010)
En janvier 2009, Kink signe un contrat de 3 ans et demi avec le club hongrois Győri ETO FC. Il marque 3 buts en 12 matchs lors de sa première saison en Hongrie. Il effectue sa première saison complète avec le club en inscrivant 12 buts en 28 matchs. Kink a marqué 3 buts en 2 matchs face au club slovaque FC Nitra lors des phases de qualifications pour la Ligue Europa 2010-2011.

### Middlesbrough (2010-2012)
Le 27 juillet 2010, Kink signe un contrat de trois ans avec le club anglais Middlesbrough. Kink a fait ses débuts le 7 août 2010 en remplaçant Justin Hoyte à la 60eminute lors d'un défaire 1 but à 3 face à Ipswich Town. Kink marque son premier but le 14 septembre 2010 face à Burnley,. Il a marque son second but à la 94e minute sur une frappe de 27 mètres en pleine lucarne gauche, le match se finit sur une victoire 2 buts à 1. Le 6 novembre 2010 il marque 1 but lors de la victoire 2 buts à 1 face à Crystal Palace. Après quelques mois sans jouer, Kink a été choisi pour jouer face à Ipswich Town. Après ce match il fait plusieurs apparitions en tant que remplaçant, dont une face à Coventry City le 25 avril 2011 dans lequel il a marqué à la 92e minute. Tout au long de la saison 2011-2012, Kink a lutté pour jouer avec l'équipe première. En février 2012 Kink et Middlesbrough ont d'un accord commun résilier le contrat, faisant de lui un joueur libre.

### Karpaty Lviv (2012)
Le 29 janvier 2012, en fin de contrat à Middlesbrough, Tarmo signe pour 6 mois au Karpaty Lviv, en Ukraine, où il rejoint son compatriote Sergei Zenjov. Son contrat se termine en août 2012.

### AS Varèse 1910 (2012)
Kink quitte l'Ukraine pour rejoindre en août 2012  l'AS Varèse 1910 en Serie B.

### Retour au Győri ETO FC (2013)
En janvier 2013, après son retour de prêt auprès du club italien AS Varèse 1910, Kink retourne au Győri ETO FC en manque de temps de jeu.

### Inverness
Le 5 mar 2015 il rejoint Inverness Caledonian Thistle jusqu’à la fin de la saison. Il fait ses débuts plus tard, en tant que remplaçant lors du match de Coupe d'Écosse face à Raith Rovers.
Il fait ses débuts en championnat en tant que remplaçant lors du match contre Partick Thistle. Kink est remplaçant lors de la victoire en finale de la coupe d'Écosse 2015.

### Retour au Levadia
Le 6 juillet 2015, Kink retourne au Levadia Tallinn.

### SJK
En janvier 2016, Kink signe avec le club champion finlandais SJK Seinäjoki pour la saison 2016.

### Mezőkövesd-Zsóry SE
En juillet 2016, Kink s'engage avec le club hongrois Mezőkövesd-Zsóry SE.

## Carrière
| Saison                | Club                         | Championnat           | Championnat | Championnat | Coupe(s) nationale(s) | Coupe(s) nationale(s) | Compétition(s) continentale(s) | Compétition(s) continentale(s) | Compétition(s) continentale(s) | Estonie | Estonie | Total | Total |
| Saison                | Club                         | Division              | M.          | B.          | M.                    | B.                    | Comp.                          | M.                             | B.                             | M.      | B.      | M.    | B.    |
| 2001                  | SC Real Tallinn              | II Liiga              | -           | -           | -                     | -                     | -                              | -                              | -                              | -       | -       | 0     | 0     |
| 2001                  | FC Viimsi                    | III Liiga             | -           | -           | -                     | -                     | -                              | -                              | -                              | -       | -       | 0     | 0     |
| 2002                  | FC Narva Trans               | Meistriliiga          | -           | -           | -                     | -                     | -                              | -                              | -                              | -       | -       | 0     | 0     |
| 2003 - juillet 2003   | SC Real Tallinn              | II Liiga              | -           | -           | -                     | -                     | -                              | -                              | -                              | -       | -       | 0     | 0     |
| juillet 2003 - 2003   | Spartak Moscou               | Premier-Liga          | 2           | 0           | -                     | -                     | -                              | -                              | -                              | -       | -       | 2     | 0     |
| 2004                  | Spartak Moscou               | Premier-Liga          | -           | -           | -                     | -                     | C3                             | 1                              | 0                              | 5       | 0       | 6     | 0     |
| 2005                  | Spartak Moscou               | Premier-Liga          | -           | -           | -                     | -                     | -                              | -                              | -                              | -       | -       | 0     | 0     |
| 2006                  | FC Levadia Tallinn           | Meistriliiga          | -           | -           | -                     | -                     | C3                             | 2                              | 0                              | -       | -       | 2     | 0     |
| 2007                  | FC Levadia Tallinn           | Meistriliiga          | -           | -           | -                     | -                     | -                              | -                              | -                              | 12      | 0       | 12    | 0     |
| 2008                  | FC Levadia Tallinn           | Meistriliiga          | -           | -           | -                     | -                     | C1                             | 2                              | 1                              | 13      | 4       | 15    | 5     |
| janv. 2009 - 2009     | Győri ETO FC                 | Soproni Liga          | -           | -           | -                     | -                     | -                              | -                              | -                              | 5       | 0       | 5     | 0     |
| 2009 - 2010           | Győri ETO FC                 | Soproni Liga          | 28          | 12          | 1                     | 0                     | -                              | -                              | -                              | 8       | 0       | 37    | 12    |
| 2010 - août 2010      | Győri ETO FC                 | Soproni Liga          | -           | -           | -                     | -                     | C3                             | 4                              | 3                              | -       | -       | 4     | 3     |
| 2010 - 2011           | Middlesbrough                | FL Championship       | 21          | 4           | 1                     | 0                     | -                              | -                              | -                              | 12      | 2       | 34    | 6     |
| 2011 - févr. 2012     | Middlesbrough                | FL Championship       | 1           | 0           | 1                     | 0                     | -                              | -                              | -                              | 6       | 1       | 8     | 1     |
| févr. 2012 - 2012     | Karpaty Lviv                 | Premier-Liga          | 5           | 0           | -                     | -                     | -                              | -                              | -                              | 5       | 0       | 10    | 0     |
| 2012 - janv. 2013     | AS Varèse 1910               | Serie B               | 11          | 0           | 2                     | 0                     | -                              | -                              | -                              | 6       | 0       | 19    | 0     |
| janv. 2013 - 2013     | Győri ETO FC                 | Soproni Liga          | 10          | 1           | 6                     | 2                     | -                              | -                              | -                              | 5       | 0       | 21    | 3     |
| 2013 - janv. 2014     | Győri ETO FC                 | Soproni Liga          | 8           | 1           | -                     | -                     | C1                             | 1                              | 0                              | 6       | 1       | 15    | 2     |
| janv. 2014 - 2014     | Kaposvári Rákóczi FC         | Soproni Liga          | 12          | 3           | -                     | -                     | -                              | -                              | -                              | 2       | 0       | 14    | 3     |
| 2014 - 2015           | Inverness Caledonian Thistle | Scottish Premiership  | 5           | 1           | 1                     | 0                     | -                              | -                              | -                              | -       | -       | 6     | 1     |
| 2015                  | FC Levadia Tallinn           | Meistriliiga          | 20          | 5           | 1                     | 0                     | -                              | -                              | -                              | -       | -       | 21    | 5     |
| 2016                  | SJK Seinäjoki                | Veikkausliiga         | 12          | 2           | -                     | -                     | -                              | -                              | -                              | -       | -       | 12    | 2     |
| 2016 - 2017           | Mezőkövesd-Zsóry SE          | OTP Bank Liga         | 17          | 2           | 2                     | 2                     | -                              | -                              | -                              | -       | -       | 19    | 4     |
| Total sur la carrière | Total sur la carrière        | Total sur la carrière | 152         | 31          | 15                    | 2                     | -                              | 10                             | 4                              | 85      | 8       | 262   | 45    |

1. ↑  À partir de mars 2015.
2. ↑  À partir de juillet 2015.
3. ↑  Jusqu'en juillet 2016.

## Palmarès
Gyor ETO FC
- Champion de Hongrie : 2013

 FC Levadia Tallinn
- Champion d'Estonie : 2006, 2007, 2008
- Vainqueur de la Coupe d'Estonie : 2007

 Spartak Moscou
- Vainqueur de la Coupe de Russie : 2003